# Bonte grasuil
De bonte grasuil (Cerapteryx graminis) is een nachtvlinder uit de familie Noctuidae (uilen). De voorvleugellengte bedraagt tussen de 12 en 17 millimeter. De soort komt voor in heel Europa. Hij overwintert als ei. Het voorkomen van deze soort kan soms het karakter van een plaag hebben. In 1987 kwam hij bijvoorbeeld zeer massaal voor op bochtige smele in de Veluwe.

## Waardplanten
De bonte grasuil heeft als waardplanten allerlei harde grassen, zoals borstelgras, pijpenstrootje en bochtige smele.

## Voorkomen in Nederland en België
De bonte grasuil is in Nederland en België een vrij algemene soort, die verspreid over het hele gebied kan worden gezien. De vlinder kent één generatie die vliegt van eind juni tot in oktober.
In 1987 zorgde de bonte grasuil voor problemen op de Veluwe die het landelijke nieuws haalden. Er was een populatie-explosie van rupsen in het Deelerwoud; 500 ha met bochtige smele werd kaalgevreten. Dit zorgde voor voedselschaarste onder de edelherten en indirect voor verjonging van het dennenbos.